# 暁で〜びる
『暁で〜びる』（あかちちでーびる）は、ラジオ沖縄（ROK）で1986年4月7日から放送されている民謡リクエスト番組・トーク番組。番組名は沖縄県沖縄本島の沖縄方言で「夜明けです」を意味する。
吉田安盛・盛和子の夫婦により番組が続けられていたが、2009年に安盛が死去。夫妻の次男である吉田安敬が後を継ぎ番組を継続している。1986年の番組開始当初は『安盛の暁で〜びる』（あんせいのあかちちでーびる）の番組名であったが、安盛の死去後は公式ウェブサイトなどでは「安盛の」の冠を外した表記となっている。それでも2人の名前を合わせると安敬・盛和子になる。

## 概要
かつては極東放送から『ハイサイウキミソーチ 今日もミークハヤーは故郷の民謡で』のタイトルで吉田安盛・盛和子によって平日の午前6時から7時まで放送されていたが、極東放送が現在のエフエム沖縄に改組した際、放送時間を6時25分までに大幅短縮。さらに開局から一年後の1985年10月からは5時、1986年2月からは5時30分からになるなど放送枠が安定せず、3月末限りで降板し放送局を移籍、4月7日からラジオ沖縄で当番組が放送開始された。開始当初は5時から6時までの1時間だったが、徐々に放送時間を拡大、名実ともにラジオ沖縄の早朝の顔となった。
なおFM沖縄の番組は別パーソナリティによって続けられたが24時間放送の休止に伴い安盛・盛夫婦降板半年後の1986年9月30日で終了している。
番組内のトークはすべてウチナーグチ（沖縄方言）で、音楽はすべて琉球民謡というスタイルである。最近ではJ-POP系オキナワンアーティスト（BEGIN・かりゆし58・パーシャクラブ・上間綾乃など）や護得久栄昇（FECオフィス所属のお笑いコンビ・ハンサムの金城博之のキャラクター）の音楽もまれながらかかることもあるが、あくまでも民謡リクエスト番組であるため、かかるのは沖縄民謡調に該当するものに限られている。
2009年4月5日から2012年5月27日までは日曜5:00〜6:00に兄弟番組として『サンデー島唄でーびる』が放送されていた。こちらも「盛和子・吉田安敬」の親子コンビにより進行している。
番組開始からお便り・リクエストははがき・封書のみ受付だったが、2010年からは電子メールでも受付開始した。また、この頃からラジオネームの使用も認めている。電子メール解禁後、メールでの投稿が増えてきたため、月曜～金曜の6時台前半にメールでのメッセージコーナーを設けている（後述、タイムテーブル参照）が、リクエスト曲の採用は基本的にはがき・封書を優先として扱っている。ただし、番組内でメールアドレスとはがきでの宛先の紹介は基本的に放送されないが、たまに月に1回程度で宛先を紹介することもある。
毎年12月25日に放送されている『ラジオ・チャリティー・ミュージックソン』の放送時でも通常通りに放送される。
また、番組ではウチナーグチによるスポンサーのCM読み上げが行われるのも特徴で、基本的に盛が読み上げる生CMが放送される。そのスポンサー数は、早朝のローカル生ワイド番組としては異例の15社（平日・土曜とも2022年時点）で、その中には放送開始当初から提供している個人商店から県内大手企業まで大小様々な企業スポンサーが連ねており、全スポンサーの約半分が生CMで構成されている。また、6時の時報CMでは琉球新報が発行する関連新聞（小中学生新聞「りゅうPON」、以前は新報スポニチ）が必ず流れる。その関係から、沖縄県域エリア対象の放送局では午前5時台・6時台唯一の自社制作生番組ということもあり、また、県内民放ラジオ個人聴取率調査でも同時間帯でトップに躍り出ていることから、人気番組かがうかがえる。パーソナリティが所属する盛芸能関連情報やラジオ沖縄が主催・後援のイベント告知や番組の宣伝（主に民謡関連や、『華華天国』内包で放送中の「ハイタイ！美ら菜タイム」のメール募集など）、当番組とのタイアップ商品の案内に際しても、生CM同様ウチナーグチで頻繁に紹介している。
このように全編をウチナーグチで構成しているが、台風や地震など気象警報が発令した場合やミサイル発射などの有事で沖縄県内で影響が出ると予想された場合はそのまま原稿を読むか、ラジオ沖縄アナウンサーが出演してアナウンスする。

## 放送時間
- 月曜日 - 金曜日 5:00 - 6:50[1][4]
- 土曜日 5:00 - 6:45[1][4]

## タイムテーブル
- 5:00 スタート

波の音に続き、「ラジオ沖縄ふるさとワイド 暁で〜びる」とコール。テーマソングに乗せて提供クレジット。流し切ったところで、盛の「はいたい」から始まる挨拶へつながる。
- 5:05 以降トークとリクエストと生CMで構成される。

両者による挨拶であるが、安敬は「はいさい、おはようございます。」と標準語を混ぜた挨拶をする。その後に暦を紹介するが、「ヤマトの暦（新暦）」「ウチナーの暦（旧暦）」として2つの暦を紹介している。これは平日の後番組『SPLASH!!!』でも行われている。
- 5:20頃 おはようふるさと便り[3]

琉球新報の市町村地域面「美ら島だより」の中から気になった話題を紹介する。ただし、新聞休刊日と収録放送時は紹介しない。また、深夜に台風や地震など気象警報が発令した場合や大事件などが発生した場合は、コーナーを休んで、ラジオ沖縄のアナウンサーがニュース速報を伝えることもある。
- 6:00 お天気と那覇の潮の干満情報

琉球新報の紙面から沖縄地区の天気と那覇の満潮・干潮・潮回りおよび日の出・日の入の時刻を紹介する。ただし、土曜日と新聞休刊日と収録放送時は紹介しない（収録放送以外、台風が沖縄に通過および接近の場合を除く。その場合はラジオ沖縄のアナウンサーが平日・土曜問わず台風情報を伝えることもある）。紹介の有無問わずコーナーが終わるとすぐ生CMに入る。
- 6:05頃（月～金のみ）メールメッセージコーナー

番組宛てにメールで寄せられたメッセージを紹介する。また、リスナーからのお誕生日メールが読まれた際には、盛・安敬がお祝いのお返しとして琉球民謡「めでたい節」のフレーズ部分「スリスリめでたい」をアレンジして手拍子に合わせて歌うこともある。はがきによるリクエスト曲が再びかかるのはコーナーからおよそ20分後となるが、そのリクエスト曲のほとんどが盛や安盛・安敬など、盛芸能所属の民謡を流すのがお決まりとなっている。また、メールメッセージは最終リクエストまでの時間が余った時に6:40頃にも紹介している。
- 6:30頃 （月～金のみ）ふるさとのよもやま話[3]

極東放送の『ハイサイウキミソーチ』のコーナーだった「昔よもやま話」の続編として、番組開始当初から続いているコーナー。沖縄の歴史だけでなく、それにまつわる文化・習慣などを1週間同じテーマでパーソナリティの視点で語らう。また、テーマに関連した民謡も流れる。コーナーのタイトルコールは吉田安盛で、安盛の死去後も継続して使用されている。
- （土のみ）ふるさとの古典

主に、琉球古典民謡を1曲流す。
- 6:45頃（土06:40頃） エンディング

なお、生放送では次番組の出演者とのクロストークを行う番組が多いが、当番組では現在放送中の次番組『SPLASH!!!』や過去の朝ワイド番組（『フレッシュモーニング』など）を含めて番組開始以来一度もこれらとのクロストークが行われていない。

### 土曜日の放送について
同一パーソナリティによる平日帯の生ワイド番組としては数少ない月曜から土曜までの放送であるが、土曜日は主に組踊・古典民謡・琉舞や古い音源の民謡を主体に流している。このため、リスナーからの上記に関するリクエスト曲は全般を通して基本的にはかかることは少ないが、すべてリクエストを受付しない訳ではなく、それに当てはまる曲があれば応じることもある。また、土曜日はパーソナリティのスケジュールの都合により、年に数回スタジオでの同時パッケージ（録って出し）による収録放送を行うこともある。

## 命薬（ぬちぐすい）ツアーによる対応
所属する盛芸能では、春の桜シーズン（3月下旬頃）と秋の紅葉シーズン（10月下旬頃）の年2回、沖縄ツーリスト南部営業所との合同企画で2泊3日ないし3泊4日の『暁でーびる［春または秋の］命薬（ぬちぐすい）ツアー』が行われるが、この期間、番組ではやや変則的なプログラムで対応している。ツアー初日は出発前ということもあり番組は生放送で進行するが、ツアーでの出発時刻が8時までの場合、安敬が同行者の進行として那覇空港に向かうため6時で番組を抜け、6時台は盛が一人で進行する。しかし、放送が終わると盛もツアーに同行するため、2日目以降最終日まではスタジオでの生放送は技術的にも不可能なので、事前に収録した同時パッケージ（録って出し）のものを放送する。このため、生CM以外の各種コーナーはお休みか企画変更となるが、収録前に届いたメールやはがきによるリクエストは行う。

## 番組タイアップ商品 暁でーびる一番茶
当番組では、盛芸能とのタイアップで、「暁でーびる一番茶」（製造元:沖縄長生薬草本社）を商品化している。沖縄県産の乾燥野草（ウッチン(ウコン)・クミスクチン(ネコノヒゲ)・クチナシ・ドクダミ・グァバなど）をブレンドした複合茶で、朝の目覚めに飲める味わいに仕上げたものとなっている。基本的にラジオ沖縄営業部を通しての通販となっているため、公式サイト「ラジオ沖縄Shop」では販売されていないが、県内の一部店舗でも一般販売している。